# Tabasco, Quintana Roo
Tabasco är en ort i Mexiko.   Den ligger i kommunen José María Morelos och delstaten Quintana Roo, i den östra delen av landet, 1 100 km öster om huvudstaden Mexico City. Tabasco ligger 26 meter över havet och antalet invånare är 263.
Terrängen runt Tabasco är mycket platt. Runt Tabasco är det mycket glesbefolkat, med 5 invånare per kvadratkilometer. Närmaste större samhälle är Saban, 16,5 km öster om Tabasco. I omgivningarna runt Tabasco växer i huvudsak städsegrön lövskog.